# Tidaholm (stad)
Tidaholm is de hoofdstad van de gemeente Tidaholm in het landschap Västergötland en de provincie Västra Götalands län in Zweden. De plaats heeft 7920 inwoners (2005) en een oppervlakte van 567 hectare.

## Verkeer en vervoer
Bij de plaats lopen de Riksväg 26 en Länsväg 193.

## Geboren
- Erik Fredriksson (1943), voetbalscheidsrechter